# Wiesław Łagodziński
Władysław Wiesław Łagodziński (ur. 13 grudnia 1937 w Ostrołęce, zm. 18 grudnia 2020 w Warszawie) – polski statystyk i socjolog. Do lutego 2011 roku pełnił funkcję rzecznika prasowego prezesa Głównego Urzędu Statystycznego.

## Życiorys
Absolwent Uniwersytetu Warszawskiego, gdzie studiował bibliotekoznawstwo (na tym kierunku w 1961 r. otrzymał dyplom magistra) oraz socjologię. W 1964 r. podjął na tejże uczelni studia doktoranckie z zakresu socjologii. Z GUS związany od 1968 r. W latach 1993–2004 rzecznik prasowy tej instytucji i dyrektor Departamentu informacji (Biura Informacji), następnie – w latach 2004–2006 – pracował w Urzędzie Statystycznym w Warszawie. Od 2006 r. ponownie w GUS. Autor i organizator ok. 250 badań ankietowych GUS, m.in. zintegrowanego systemu badań gospodarstw domowych (w latach 1984–1992 zrealizowano 45 takich badań), uczestnictwa w kulturze oraz warunków życia i potrzeb młodzieży. Autor ok. 400 artykułów i opracowań, w tym 15 książek, oraz licznych analiz i ekspertyz (m.in. dla Sejmu RP, Senatu RP, ministerstw i urzędów centralnych), a także opracowań w zakresie turystyki, wypoczynku i kultury fizycznej. Współautor i inicjator cyklu badań Diagnoza społeczna. Badacz i popularyzator wiedzy na temat odbudowy Warszawy opartej na unikalnej powojennej dokumentacji statystycznej.
W 1981 przyczynił się do reaktywacji Polskiego Towarzystwa Statystycznego. Od 1986 r. kierownik Biura Badań i Analiz Statystycznych przy Radzie Głównej PTS. Członek Honorowy Towarzystwa od 2019 r. Wiceprezes Rady Głównej PTS w latach 2010–2018, od 26 lipca 2011 r. przewodniczący Rady Oddziału Warszawskiego PTS. Od 1993 r. członek Kolegium Redakcyjnego czasopisma „Wiadomości Statystyczne. The Polish Statistician”. Propagator edukacji statystycznej społeczeństwa (m.in. organizator seminariów popularnonaukowych, na które zapraszał znamienitych prelegentów reprezentujących rozmaite instytucje zajmujące się statystyką i różne środowiska naukowe; podczas tych seminariów prezentowane były wyniki badań statystycznych, dorobek naukowy pracowników statystyki oraz inne zagadnienia związane z pracą statystyków), członek komisji zawodów w Olimpiadzie Statystycznej.
W 2003 roku odznaczony Krzyżem Kawalerskim Orderu Odrodzenia Polski. Wyróżniony także Złotą Odznaką Honorową „Za Zasługi dla Statystyki RP”.
Pochowany na Cmentarzu Komunalnym Północnym w Warszawie.